# Shannon Dunn-Downing
Shannon Dunn-Downing (ur. 26 listopada 1972 w Arlington Heights) – amerykańska snowboardzistka, brązowa medalistka olimpijska.

## Kariera
Po raz pierwszy na arenie międzynarodowej pojawiła się 21 grudnia 1996 roku w Sugarloaf, gdzie w zawodach Pucharu Kontynentalnego zwyciężyła w halfpipe’ie. W zawodach Pucharu Świata zadebiutowała 13 grudnia 1997 roku w Whistler, wygrywając rywalizację w tej samej konkurencji. Tym samym już w swoim debiucie nie tylko wywalczyła pierwsze pucharowe punkty, ale od razu zwyciężyła. W zawodach tych wyprzedziła Jennie Waarę ze Szwecji i Stine Brun Kjeldås z Norwegii. W kolejnych startach jeszcze dwukrotnie stawała na podium zawodów PŚ: 16 grudnia 1998 roku w Mount Bachelor była druga, a 1 marca 2001 roku w Park City trzecia w halfpipe’ie. Najlepsze wyniki osiągnęła w sezonie 1997/1998, kiedy to zajęła 66. miejsce w klasyfikacji generalnej.
Jej największym sukcesem jest brązowy medal w halfpipe’ie zdobyty na igrzyskach olimpijskich w Nagano w 1998 roku. Lepsze okazały się tam jedynie Niemka Nicola Thost i Stine Brun Kjeldås. Brała też udział w rozgrywanych cztery lata później igrzyskach w Salt Lake City, gdzie zajęła piąte miejsce. Nie startowała na mistrzostwach świata. Dunn zdobyła cztery medale na Winter X Games: złote konkurencjach halfpipe w 1997 roku i superpipe w 2001 oraz srebrne w halfpipe w 1999 roku i slopestyle w 2001 roku.
W 2002 r. zakończyła karierę.

## Osiągnięcia

### Igrzyska olimpijskie
| Miejsce | Dzień     | Rok  | Miejscowość    | Konkurencja | Zwyciężczyni |
| ------- | --------- | ---- | -------------- | ----------- | ------------ |
| 3.      | 12 lutego | 1998 | Nagano         | Halfpipe    | Nicola Thost |
| 5.      | 10 lutego | 2002 | Salt Lake City | Halfpipe    | Kelly Clark  |

### Puchar Świata

#### Miejsca w klasyfikacji generalnej
- sezon 1997/1998: 66.
- sezon 1998/1999: 67.
- sezon 2000/2001: 90.

#### Miejsca na podium
1. Whistler – 13 grudnia 1997 (halfpipe) - 1. miejsce
2. Mount Bachelor – 16 grudnia 1998 (halfpipe) - 2. miejsce
3. Park City – 1 marca 2001 (halfpipe) - 3. miejsce